# Élections générales espagnoles de 2011 dans les Asturies
Les élections générales espagnoles de 2011 (en espagnol : Elecciones generales de España de 2011) se sont tenues le dimanche 20 novembre 2011 afin d'élire les 350 députés et 208 des 266 sénateurs de la Xe législature des Cortes Generales. 8 députés sont élus dans les Asturies.

## Résultats

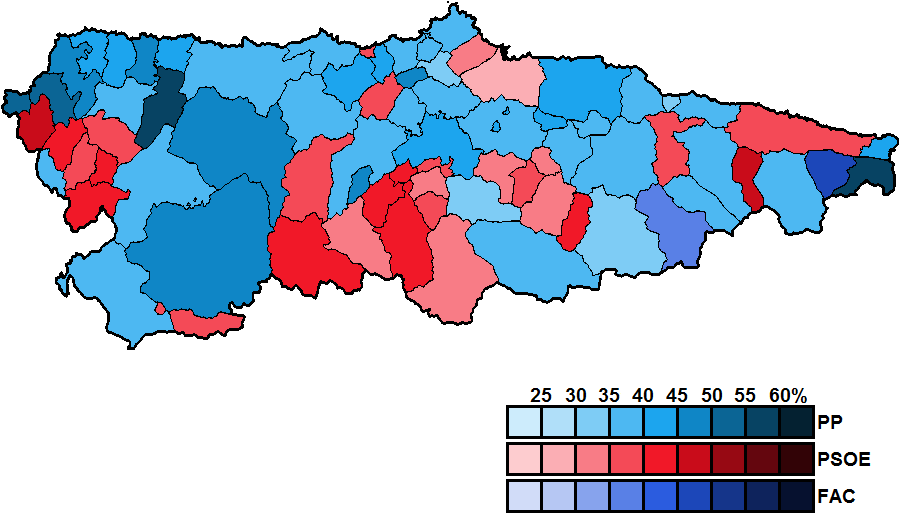
Résultats par commune.

| Parti                  | Parti                                                   | Voix    | %     | +/-   | Sièges | +/-           |
| ---------------------- | ------------------------------------------------------- | ------- | ----- | ----- | ------ | ------------- |
|                        | Parti populaire (PP)                                    | 223 906 | 35,40 | 6,18  | 3      | 1             |
|                        | Parti socialiste ouvrier espagnol (PSOE)                | 185 526 | 29,34 | 17,59 | 3      | 1             |
|                        | Forum des citoyens (FAC)                                | 92 828  | 14,68 | Nv.   | 1      | 1             |
|                        | Gauche plurielle (IU)                                   | 83 755  | 13,24 | 6,06  | 1      | 1             |
|                        | Union, progrès et démocratie (UPyD)                     | 24 721  | 3,91  | 2,55  | 0      | en stagnation |
|                        | Equo                                                    | 4 033   | 0,64  | Nv.   | 0      | en stagnation |
|                        | Sièges en blanc (EB)                                    | 2 532   | 0,40  | Nv.   | 0      | en stagnation |
|                        | Parti animaliste contre la maltraitance animale (PACMA) | 2 125   | 0,34  | 0,17  | 0      | en stagnation |
|                        | Parti communiste des peuples d'Espagne (PCPE)           | 1 202   | 0,19  | 0,05  | 0      | en stagnation |
|                        | Andecha Astur                                           | 1 087   | 0,17  | 0,02  | 0      | en stagnation |
|                        | Hartos.org                                              | 867     | 0,14  | Nv.   | 0      | en stagnation |
|                        | Autres partis                                           | 1 462   | 0,23  | -     | 0      | -             |
|                        | Vote blanc                                              | 8 392   | 1,33  | 0,09  |        |               |
|                        |                                                         |         |       |       |        |               |
| Suffrages exprimés     | Suffrages exprimés                                      | 632 436 | 99,03 |       |        |               |
| Votes nuls             | Votes nuls                                              | 6 193   | 0,97  |       |        |               |
| Total                  | Total                                                   | 638 629 | 100   | -     | 8      | en stagnation |
| Abstention             | Abstention                                              | 350 416 | 35,43 |       |        |               |
| Inscrits/Participation | Inscrits/Participation                                  | 989 045 | 64,57 |       |        |               |